# جيمس بلايث روجرز
جيمس بلايث روجرز (بالإنجليزية: James Blythe Rogers)‏ هو كيميائي أمريكي، ولد في 11 فبراير 1802 في فيلادلفيا في الولايات المتحدة، وتوفي في 15 يونيو 1852.